# Lamellipalpus brendelli
Lamellipalpus brendelli is een keversoort uit de familie glimwormen (Lampyridae). De wetenschappelijke naam van de soort is voor het eerst geldig gepubliceerd in 1995 door Wittmer.